# Frank Finlay
Francis "Frank" Finlay, CBE (født 6. august 1926 - død 30. januar 2016) var en engelsk scene, film- og tv-skuespiller. Han blev Oscar-nomineret for sin birolle i Laurence Oliviers film Othello fra 1965 og fik sin første hovedrolle på tv i 1971 som Casanova, som førte til optrædener på The Morecambe and Wise Show. Han optrådte også i det kontroversielle drama Bouquet of Barbed Wire.